# フィラミンA
フィラミンA（filamin A）は、ヒトではFLNA遺伝子によってコードされているタンパク質である。

## 機能
フィラミンは約280 kDaのアクチン結合タンパク質であり、細胞皮質においてアクチンフィラメントを架橋して直交するネットワークを形成し、またアクチン骨格の膜タンパク質への係留にも関与している。細胞骨格の再編成は細胞の形状や遊走の調節に中心的役割を果たしている。FLNA遺伝子にコードされるフィラミンAは幅広く発現しているフィラミンであり、インテグリン、膜貫通受容体複合体やセカンドメッセンジャーと相互作用してアクチン骨格の再編成を調節している。FLNA遺伝子には疾患の原因となる変異が少なくとも31種類発見されている。

## 構造
フィラミンAには、N末端のアクチン結合ドメイン、24個のIg様リピート、2つのヒンジ領域から構成される。

## 相互作用
フィラミンAは次に挙げる因子と相互作用することが示されている。
- BRCA2[11]
- CD29（英語版）[12][13]
- CASR[14][15]
- FBLIM1（英語版）[16]
- FILIP1（英語版）[17]
- FLNB（英語版）[18]
- NPHP1（英語版）[19]
- RALA（英語版）[20]
- SH2B3（英語版）[21]
- TRIO（英語版）[22]
- VHL[23][24]

## RNA編集
FLNAのpre-mRNAには1か所、アデノシンからイノシンへのRNA編集部位が存在する。この編集部位は最終的なタンパク質の2341番目のアミノ酸に相当する。編集部位でのアデノシンの特異的な脱アミノ化によって、コドンはグルタミン（Q）からアルギニン（R）へ変化する。編集領域は約200ヌクレオチド下流に位置する相補性配列（ECS）と32塩基対の二本鎖を形成することが予測されている。このECSはイントロン配列中に存在する。このQ/R部位の編集にはADAR1とADAR2の双方が関与している可能性が高い。マウスでは、Adar1のノックアウトではQ/R部位の編集に影響はみられず、Adar2のノックアウトによってわずかに減少する。Adar1とAdar2のダブルノックアウトでは編集はみられなくなる。
編集を受けるアデノシンは22個のIg様リピートをコードする領域に位置している。この領域は、インテグリンβ鎖結合ドメインであり、RAC1結合ドメインでもある。アミノ酸の変化は結合ドメインの静電ポテンシャルに影響を及ぼし、多くのタンパク質への結合に影響を及ぼしている可能性が高い。FLNAの編集部位はGRIA2（GluR2）のR/G部位と同様にスプライス部位から2ヌクレオチドの位置にあり、どちらの転写産物も編集部位周辺のヌクレオチドは7/8が同一である。GRIA2のR/G部位の編集はスプライシングに影響を及ぼすと考えられており、両者の配列や編集部位の類似性はFLNAの編集もスプライシングを調節している可能性があることを意味している。GRIA2に関するin vitroでの実験では、ADAR2の存在によってスプライシングの阻害が引き起こされることが示されている。FLNAに関するESTデータの解析では、最終エクソンの編集とその後のイントロン配列の保持との関連が示されている。

## DNA修復
フィラミンAとBRCA1タンパク質のとの相互作用は、DNA修復過程の初期段階の効果的調節に必要である。フィラミンAは相同組換えや非相同末端結合といったDNA修復過程の制御への関与が示唆されている。

## 関連文献
- “The evolution of filamin — a protein domain repeat perspective”. Journal of Structural Biology 179 (3):  289–98. (Sep 2012). doi:10.1016/j.jsb.2012.02.010. PMC 3728663. PMID 22414427.
- “Filamins as integrators of cell mechanics and signalling”. Nat. Rev. Mol. Cell Biol. 2 (2):  138–45. (2001). doi:10.1038/35052082. PMID 11252955.
- “Structural and functional aspects of filamins”. Biochim. Biophys. Acta 1538 (2–3):  99–117. (2001). doi:10.1016/S0167-4889(01)00072-6. PMID 11336782.
- Robertson, S. (October 2019). X-Linked Otopalatodigital Spectrum Disorders. GeneReviews® [Internet]. University of Washington, Seattle. PMID 20301567. NBK1393
- Chen, M.H.; Walsh, C.A. (September 2021). FLNA Deficiency. GeneReviews® [Internet]. University of Washington, Seattle. PMID 20301392. NBK1213